# Gantofta station

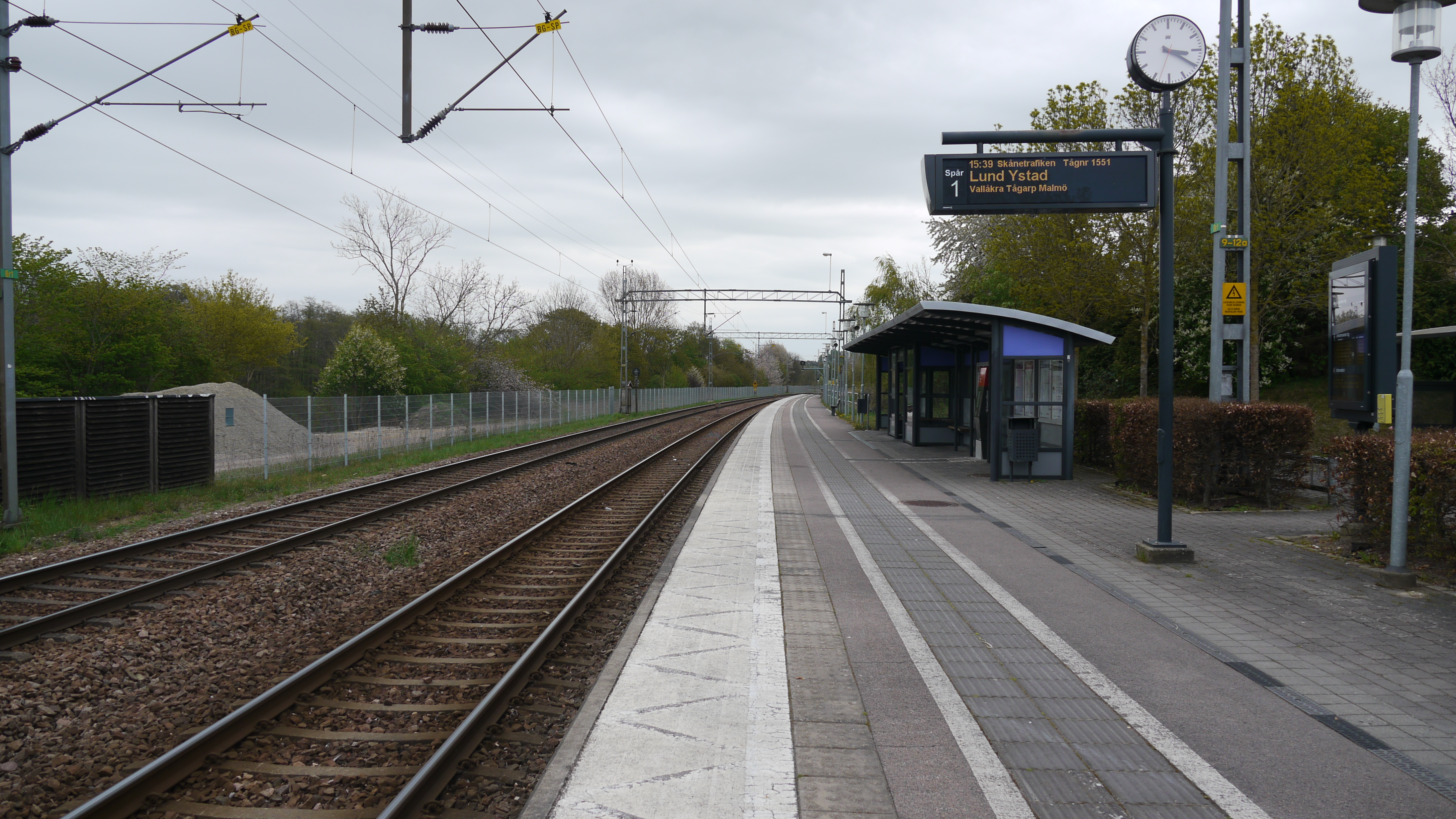

Gantofta station ligger utanför Helsingborg på linjen mellan Helsingborg och Eslöv.
Linjen trafikeras av Pågatågen linje 3.
| Riktning från | Föregående station | Linje     | Nästa station | Riktning mot  |
| ------------- | ------------------ | --------- | ------------- | ------------- |
| Malmö, Hyllie | Vallåkra           | Pågatågen | Ramlösa       | Helsingborg C |